# Raketenjagdpanzer 2
Raketenjagdpanzer 2 ili Raketenjagdpanzer SS-11 je bio njemački lovac tenkova u doba hladnog rata naoružan sa SS.11 vođenim protutenkovskim projektilima. Razvijan je u isto vrijeme kad i Kanonenjagdpanzer i Marder i s njima dijeli slično podvozje. Između 1967. i 1968. Henschel and Hanomag su napravili 318 Raketenjagdpanzera 2 za potrebe Bundeswehra. Početkom 1978. počelo je njihovo moderniziranje i njima 316 je postavljen dodatni oklop i novi raketni sustav. Vozila s tim poboljšanjima su nazvana Jaguar 1.

## Vanjeske poveznice
- Panzerbär  Arhivirana inačica izvorne stranice od 16. listopada 2005. (Wayback Machine) (de)
- Flecktarn  Arhivirana inačica izvorne stranice od 11. ožujka 2007. (Wayback Machine)